# Muhàmmad VII
|  | Per a altres significats, vegeu «Muhammad VII al-Munsif». |

Abu-Abd-Al·lah Muhàmmad fou rei musulmà de la dinastia nassarita de Granada. Era fill de Yússuf II al que va succeir quan va morir el 3 d'octubre de 1392 amb el nom de Muhàmmad VII.
Era el fill més jove de quatre: Alí, Yússuf, Àhmad i el mateix Muhàmmad. El tron hauria d'haver estat per Yússuf però Muhàmmad el va tancar a la presó a Salobreña. Ibn Zamrak va ser confirmat com a ministre principal. Intentant aprofitar els conflictes del regnat d'Enric III de Castella, va fer una expedició a Caravaca prop de Llorca (1392) que no va tenir l'èxit esperat en ser derrotats a la tornada al Port de Nogalete; unes disculpes van arranjar la situació de moment però van obrir la porta a diversos xocs fronterers. El ministre Ibn Zamrak fou deposat a l'estiu del 1393 i executat.
El 1394 Martín Yáñez de la Barbuda, gran mestre de l'orde de Calatrava, va atacar la Vega de Granada (abril), va ser derrotat i ha mort; aquesta vegada fou el rei castellà el que va demanar disculpes i la treva va continuar. Homes de frontera dels dos bàndols van continuar les ràtzies sovint només per apoderar-se de ramats o collites. La situació va durar una dotzena d'anys. El 1404 Enric III de Castella va proposar un atac conjunt a Granada al rei català; el 1405 Muhàmmad VII va ordenar un atac cap a la regió de Múrcia on fou derrotat, però al front occidental es va apoderar d'Ayamonte, prop de Ronda. Es van fer diverses negociacions que van portar a una nova treva que no fou respectada: els granadins van atacar la regió de Jaén i Quesada; els castellans es van imposar a Vera de Múrcia (16 de febrer de 1406), però van patir una seriosa derrota a la batalla de Collejares (octubre de 1406). El 25 de desembre de 1406 va morir el rei Enric III i el va succeir el seu fill Joan II de Castella de dos anys. Però el regne ja havia iniciat preparatius polítics, econòmics i militars per una gran campanya contra Granada que no foren aturats per la mort del rei, sinó que foren continuats pel seu germà Ferran i la vídua Caterina de Lancaster, que eren regents. Els granadins van assetjar Baeza però foren rebutjats si bé van poder saquejar Lújar i Santillán i ocupar Bedmar. Al final de 1407 tot estava a punt. Els castellans van ocupar Cañete de las Torres i Conil; els granadins van assetjar Alcaudete sense poder ocupar-la. L'abril de 1408 finalment es va concertar una treva.
Muhàmmad VII va morir el 13 de maig del 1408 i el seu germà Yússuf III li va succedir. Segons una història que molt probablement és una llegenda, poc abans de morir, Muhàmmad hauria ordenat executar Yussuf. Aquest darrere va demanar als seus botxins de poder jugar una darrera vegada als escacs. Aquest últim favor li fou acordat i Yussuf reeixiria trigar per acabar el joc tant que son germà gran va morir abans. Aleshores els seus partidaris el van alliberar i entronitzar a Granada.
La mort de Muhàmmad invalidava la treva amb Castella, però Yussuf va negociar unes extensions, primer fins a abril de 1409, després fins a agost i finalment fins a abril 1410. Després d'aquest darrer respit, les hostilitats amb Castellà van reprendre.